# Тайхо (авіаносець)
Тайхо (яп. 大鳳) — японський важкий авіаносець часів Другої світової війни.

## Історія створення
«Тайхо» за багатьма параметрами був найпередовішим японським авіаносцем.
У 1939 році розвідка повідомила, що англійські авіаносці типу «Ілластріес» будуть мати броньовані палуби. Тому в четвертій програмі переозброєння було заплановано створення нового типу броньованого авіаносця. Великі втрати в битві за Мідвей підтвердили необхідність у бронезахисті політних палуб, і в 1942 році зробили замовлення на побудову ще двох нових кораблів, які, проте, навіть не були закладені.
«Тайхо» був закладений в 1941 році, спущений на воду в 1943 році, введений в експлуатацію в 1944 році.

## Конструкція
Конструкція «Тайхо» значно відрізнялась від концепції англійських авіаносців «ангара-короба», оскільки 75-мм бронею була захищена тільки злітна палуба та простір між підйомниками. На авіаносці було два ангари, нижній з яких мав бронезахист товщиною 35 мм. Забезпечувалось також бронювання ватерлінії: 150 мм на рівні артилерійських погребів та 55 мм в районі машинних відділень.
Бронювання потягло за собою значний надлишок маси верхньої частини авіаносця, і для збереження остійності вище ватерлінії було збудовано на одну палубу менше порівняно з кораблями типу «Сьокаку». Таким чином, нижня ангарна палуба розташовувалась трохи вище ватерлінії, а основа шахт підйомників — нижче.
Корабель був оснащений найновішим оборонним озброєнням — спареними 100-мм гарматами (тип 98), які мали велику скорострільність. Вперше був встановлений радар для виявлення повітряних цілей. На авіаносці планувалось розмістили 84 літаки, але на момент, коли корабель був готовий, тільки 75 з них мали підготовлені льотні екіпажі.

## Бойове застосування

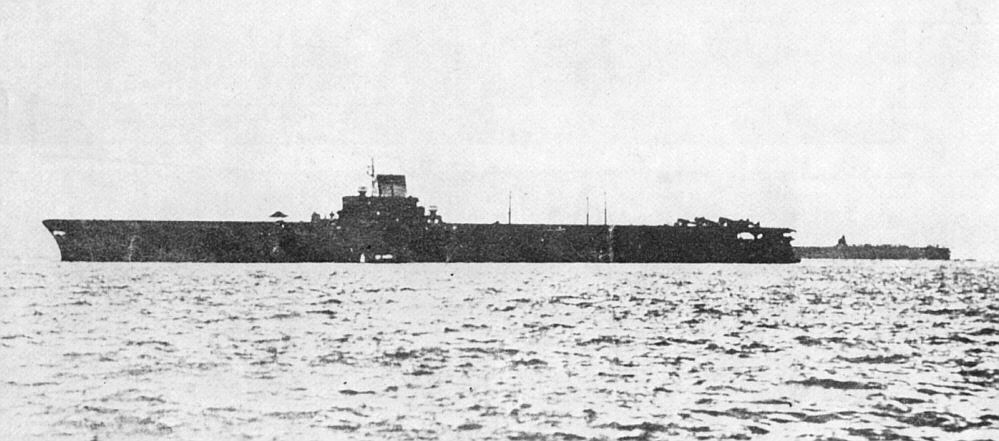
Авіаносець «Тайхо», 1944 рік

«Тайхо» вийшов у море в березні 1944 року. Він увійшов до складу 1-ї дивізії авіаносців та разом з «Сьокаку» та «Дзуйкаку» вирушив до Сінгапуру. Щойно завершилась підготовка авіагрупи, 1-а дивізія вирушила до Таві-Таві на півдні Філіппін, щоб приєднатися до 1-го мобільного флоту.

### Битва у Філіппінському морі
Під час битви у Філіппінському морі «Тайхо» був флагманом Об'єднаного флоту, на ньому тримав свій прапор віцеадмірал Одзава.
19 червня 1944 року, зразу після того, як «Тайхо» підняв у повітря літаки, американський підводний човен «Албакор» випустив по ньому 6 торпед калібру 533 мм. Одну з торпед помітив льотчик з «Тайхо» Комацу Сакьо та скерував свій літак на неї, підірвавшись разом з торпедою. Проте одна з торпед влучила в корабель. Хоча паливні баки були пошкоджені, «Тайхо» лише незначно знизив швидкість. Для продовження польотів поверх носового підйомника, який заклинив, був споруджений настил.
Проте командир дивізіону живучості помилково увімкнув примусову вентиляцію пошкодженого відсіку, що призвело до розповсюдження випарів бензину по кораблю. Приблизно через 5 годин після торпедної атаки ці випари вибухнули. Броньована палуба була зруйнована, борти ангара розійшлись, імовірно, був пошкоджений кіль. Приблизно за півтори години «Тайхо» затонув.